# El turista accidental
El turista accidental (títol original: The Accidental Tourist) és una pel·lícula estatunidenca dirigida per Lawrence Kasdan, estrenada l'any 1988. Ha estat doblada al català

## Argument
Després de la mort del seu fill, un home es debat entre la seva dona i una jove que acaba de trobar.«The Accidental Tourist».  The New York Times.

## Repartiment
- William Hurt: Macon Leary
- Kathleen Turner: Sarah Leary
- Geena Davis: Muriel Pritchett
- Amy Wright: Rosa Leary
- David Ogden Stiers: Porter Leary
- Ed Begley Jr.: Charles Leary
- Bill Pullman: Julian
- Robert Hy Gorman: Alexander Pritchett
- Bradley Mott: Mr. Loomis
- Seth Granger: Ethan Leary

## Premis i nominacions
- Oscar a la millor actriu secundària per Geena Davis
- Nominació al Oscar a la millor cançó original - James Horner
- Nominació al Oscar a la millor pel·lícula
- Nominació al Oscar al millor guió adaptat
- 1988: Cercle de crítics de Nova York: Millor pel·lícula
- 1988: Nominació al Globus d'Or a la millor pel·lícula dramàtica

## Crítica
- "Una obra modesta i senzilla (...) un personatge anticlimàtic que Kasdan dignifica amb la mirada d'un director tan atent com arriscat. Sense por d'abraçar el melodrama, Kasdan esquiva la sensibleria amb increïble precisió. Una meravella."[2]